# پروانه‌واران
پروانه‌واران (نام علمی: Papilionoidea) در طبقه آرایه‌شناختی شامل همه پروانه‌ها به استثناء تیره پشیزبالان ∗ و پروانه‌های شب‌پره‌گون آمریکایی‌تبار ∗ می‌باشند. طبقه‌بندی تکامل نژادی پروانه‌وارها را می‌توان به صورت زیر نمایش داد:
برخی زیست‌شناسان بالاخانواده یا بالاتیره‌ای با نام Papilioniformes نام گذاری کرده‌اند که پشیزبالان را نیز در بر می‌گیرد. اگر چه تمام کارشناسان بر این باور نیستند که تنها با یک کلاد می‌توان پروانه‌ها را دسته‌بندی کرد. پشیزبالان به شکل چشمگیر و قابل ملاحظه‌ای با دیگر پروانه‌ها متفاوت هستند. اعضاء تیره بزرگ پروانه‌وارها را می‌توان به وسیله ویژگی‌های ترکیبی زیر نسبت دیگر پشیزبالان تشخیص داد:
- بدن پروانه‌وارها کوچک‌تر از پشیزبالان شب‌پره‌مانند است.
- بال‌های پروانه‌واران بزرگ‌تر از پشیزبالان است.
- شاخک‌ها در پروانه‌وارها گرزمانند و راست‌تر از نمونه‌های هلال شکل و خمیده در پشیزبالان است.
- پروانه‌وارها برای تشکیل شفیره، آن را نمی‌ریسند.
- شکل شفیره‌ها گوشه‌ای و زاویه‌دار است و حالت گرد و محدب نیست.

پروانه‌واران ۱۳ زیر خانواده (زیرتیره) فرعی دارند:
- پوزچه‌داران
- شه‌پروانه‌ایان
- Tellervinae
- بال‌شیشه‌ایان از تبار شه‌پروانه‌ایان
- پهن‌خالان
- درخشان‌بالان
- قهوه‌ای‌بالان
- برگ‌بالان
- فرچه‌پایان استوایی
- امپراتوریان
- مه‌داس‌بالان
- دریاسالاران
- کشیده‌بالان

| Rhopalocera | \| \| Papilionoidea (true butterflies) \| \| \| \| \| \| پشیزبالان (skippers) \| \| \| \| \| \| پروانکی‌های آمریکایی (American butterfly moths) \| \| \| \| |
|             | \| \| Papilionoidea (true butterflies) \| \| \| \| \| \| پشیزبالان (skippers) \| \| \| \| \| \| پروانکی‌های آمریکایی (American butterfly moths) \| \| \| \| |
|             | Papilionoidea (true butterflies) |
|             | |
|             | پشیزبالان (skippers) |
|             | |
|             | پروانکی‌های آمریکایی (American butterfly moths) |
|             | |

## تیره‌های اصلی
- پرستودمان
- کاهی‌بالان
- فرچه‌پایان
- حریربالان
- فلزنقشیان